# Châli
Cet article possède un paronyme, voir Chali.
Châli est une nouvelle de Guy de Maupassant parue en 1884.

## Historique
Signée Maufrigneuse, Châli est initialement publiée dans le quotidien Gil Blas du 15 avril 1884, puis dans le recueil Les Sœurs Rondoli. 
La nouvelle est dédiée au peintre Jean Béraud.

## Résumé
Le vieil amiral de la Vallée raconte à des amies une de ses aventures d'amour de jeunesse.
Envoyé en mission dans l'Inde centrale, lorsqu'il avait trente ans, le lieutenant de vaisseau de la Vallée fut reçu magnifiquement par le rajah Maddan, roi de Ganhara. Un soir, le souverain lui fit cadeau d'un harem : six petites filles... Il s'attacha à l'une d'elles plus particulièrement, Châli, qui, elle aussi, se mit à l'aimer d'une affection ardente. Lorsque ses travaux en Inde furent finis, le lieutenant dut rentrer en France. Les adieux de Châli furent déchirants. Pour la consoler de son chagrin, il lui offrit un présent : une boîte recouverte de coquillages. C'était un cadeau qu'il avait reçu du rajah et que Châli avait longtemps admiré.
Deux ans après, il eut l'occasion de retourner en Inde. Il voulut faire une visite au roi de Ganhara et revoir Châli. Reçu par le rajah dans son palais, il demanda à un des serviteurs ce qu'était devenue la petite Châli. Il lui apprend qu'elle "a mal fini" après avoir commis une "vilaine action" : le jour du départ du lieutenant, la petite fille avait volé le coffret de coquillages que le prince avait donné au lieutenant. Elle fut punie par le rajah, attachée dans un sac et jetée dans le lac.
Son récit achevé, le vieil amiral confie à ses amies qu’il croit n’avoir jamais aimé d’autre femme que Châli. 

## Éditions
- 1884 - Châli, dans Gil Blas
- 1885 - Châli, dans La Vie populaire, hebdomadaire du Petit Parisien.
- 1886 - Châli, dans Le Nouveau Décaméron
- 1888 - Châli, dans le supplément de La Lanterne
- 1979 - Châli, dans Maupassant, Contes et Nouvelles, tome II, texte établi et annoté par Louis Forestier, éditions Gallimard, Bibliothèque de la Pléiade.